# 森圭輔
森 圭輔（もり けいすけ、6月29日 - ）は、日本の声優、舞台俳優、ナレーター。東京都出身。TABプロダクション所属。

## 略歴
かつては舞台俳優として劇団に所属していたが、その後は退団。後に声優活動を開始し、長年はフリーとして活動していたが、2019年7月よりTABプロダクションに所属。
2012年から声優ワークショップ・Studio MAGIC ZOOの講師を務めている。

## 人物
趣味として日本酒、家庭菜園、ビリヤード、読書をそれぞれ挙げている。特技として法律相談を挙げている。
資格として普通自動車免許を持つ。

## 出演
太字はメインキャラクター。

### テレビアニメ
- エタニティ 〜深夜の濡恋ちゃんねる♡〜（2020年、松方[7]、同僚A[7]） - 通常版
- 史上最強の大魔王、村人Aに転生する（2022年、老人、七文君）

### OVA
- コロコロイチバン!第7号付録「コロコロイチバン!特製ゲーム&冒険バトルDVD」（2006年、わざぼー）
- コロコロイチバン!第11号付録「ミスター・ズノーの大秘宝」（2006年、わざぼー）

### Webアニメ
- 何色の何（2018年、医師）

### ゲーム
2005年
- Like Life an hour

2006年
- 魔砲使い黒姫（ゼル）
- Soul Link EXTENSION

2008年
- あかね色に染まる坂 ぱられる

2009年
- キラ☆キラ 〜Rock'n'RollShow〜（トーマス・ウィリアム）
- Sweet HoneyComing
- 探偵 神宮寺三郎 灰とダイヤモンド（与那国丈）

2012年
- 英雄伝説 零の軌跡 Evolution

### ドラマCD
- 予感〜yokan〜（ファンD）
- 月夜に恋する盗賊さん（盗賊2）
- らぶドル

### テレビ番組
※はインターネット配信。
- 秋葉原声優予備校（時期不明、ニコニコ生放送※）
- 森と熊さん（時期不明、ニコニコ生放送※）

### 舞台
- A6プロデュース「信州幸福考～しんしゅうしあわせこう～」（2007年4月20日 - 22日、アートボックスホール）
- 劇団獣申ワークショップ公演「ジャックと豆の木裁判2010」（2010年、劇団獣申）
- 劇団獣申第三回公演「隣人はクリスマスに笑う2010〜本当に悪い奴は誰だ？〜」（2010年、劇団獣申）
- 劇団獣申第四回公演 ブラックボックスシアターシリーズ2「サルカニ合戦裁判」（2011年8月26日 - 28日、劇団獣申）[8]
- 「Lunatic Syndrome」（2013年3月22日 - 24日、新宿シアターモリエール[9] / 2013年7月27日、横浜市開港記念会館[10]） - エドワード 役

### ナレーション
- エスプリライン スピードラーニング（日本語ナレーション）
- 朝日新聞社新卒採用動画（技術部門）
- 京葉住設内覧会2018（展示場内用動画ナレーション）
- ヨドバシカメラ ラジオCM
- メガホビEXPO（イベント内動画ナレーション）
- TVCF 集英社ダッシュエックス文庫小説
  - 「ユリシーズ」
  - 「善人おっさん、生まれ変わったらSSSランク人生が確定した」
- PlayStation VR Reborn: A Samurai Awakens

### その他コンテンツ
- ナンジャ☆カウントダウンパーティー2018ゲームバトルスタジアム（イベントメインMC）
- CR絶景！海でNight！（パチンコ、セガサミープレミアムキャラクター）
- 劇団銀河鉄道「ブレーメンの音楽隊」（着ぐるみミュージカルのボイス）